# Carlos Pareja Ríos
Carlos José Pareja Ríos (Lima, 7 de julio de 1950) es un reconocido diplomático y abogado peruano.
Fue embajador del Perú en España, embajador del Perú en Chile y posteriormente embajador del Perú en los Estados Unidos desde el 2016 hasta 31 de diciembre de 2018, siendo sucedido por el embajador Hugo de Zela.

## Biografía
Nacido en Lima en 1950, es hijo de José Pareja Paz-Soldán y Victoria Ríos Rey. Su padre, destacado constitucionalista y diplomático, fue hermano de Carlos Pareja Paz Soldán y bisnieto tanto de José Gregorio como de Mariano Felipe Paz Soldán. Por su familia materna, es sobrino del poeta Juan Ríos.
Realizó sus estudios escolares en el Maristas de San Isidro y cursó estudios superiores en la Pontificia Universidad Católica del Perú, donde obtuvo el grado de bachiller en Letras (1969), la Universidad Complutense de Madrid y la Universidad de San Martín de Porres, donde se graduó de bachiller en Derecho (1977). Asimismo, realizó una maestría en Diplomacia y Relaciones Exteriores en la Academia Diplomática del Perú (1973-1976). 
Es actualmente presidente de la Comisión para el Perú de la Sagrada Orden Militar Constantiniana de San Jorge.
En 1979, se casó en Lima con la promotora de arte Consuelo Salinas Dagnino, con quien tiene dos hijos.

## Carrera diplomática
Carlos Pareja ingresó al servicio diplomático en 1976 y durante los 80s fue consejero político de la embajada del Perú en Washington D. C. En 1990, fue destinado a la Cancillería como director de Asuntos Sudamericanos (1990-1993), luego fue enviado al exterior como ministro consejero en Santiago de Chile (1993-1997) y nuevamente a la Cancillería como jefe del gabinete del viceministro (1997-1998) y director de Soberanía y Desarrollo Fronterizo (1998-2000), puesto desde el que participó de las negociaciones de paz con Ecuador. 
En 1999, fue promovido al rango de embajador y al año siguiente el gobierno lo designó embajador del Perú en España durante el reino de Juan Carlos I de España, cargo que desempeñó hasta el 2003. Posteriormente, fue nombrado embajador del Perú en Suiza y simultáneamente embajador concurrente en Liechtenstein, ejerciendo el cargo hasta el 2005. Desde el 2006 hasta el 2009, fue director general de Protocolo y Ceremonial del Estado en el Ministerio de Relaciones Exteriores y como tal responsable de la organización de las cumbres EU-LAC y APEC en Lima durante el gobierno del presidente Alan García. Durante este último período, fue profesor de Derecho Internacional en la Universidad de Lima. 
En 2009, fue designado embajador del Perú en Chile durante el gobierno de la presidenta Michelle Bachelet y como tal estuvo encargado de las relaciones bilaterales durante la etapa de la controversia de delimitación marítima que llevó a ambos países ante la Corte Internacional de La Haya. Se mantuvo como embajador en Chile durante el gobierno de Sebastián Piñera hasta el 2014, cuando regresó por dos años a la Cancillería en Lima para ocupar la Dirección General de América y luego la Dirección de África, Medio Oriente y el Golfo.
En septiembre del 2016, fue designado embajador en los Estados Unidos por el gobierno del presidente Pedro Pablo Kuczynski en reemplazo de Luis Miguel Castilla, durante las administraciones de Barack Obama y Donald Trump. Estuvo en el cargo hasta el 31 de diciembre del 2018, año en el que pasó al retiro.

## Condecoraciones
- Gran cruz de la Orden de Isabel la Católica (2002).
- Gran cruz de la Orden El Sol del Perú (2009).[2]
- Caballero gran cruz de Mérito de la Sagrada Orden Militar Constantiniana de San Jorge.